# 泉龍寺 (狛江市)
泉龍寺（せんりゅうじ）は、東京都狛江市元和泉1丁目にある曹洞宗の寺院。

## 概要
狛江市元和泉の狛江駅の近くに位置し、雲松山と号す。狛江市内の寺院の中で最も規模が大きく、また市内中心部に位置することから市を代表する寺だといえる。
道路を挟んで南東に狛江弁財天池特別緑地保全地区が存在し、保全地区内にある弁財天池と呼ばれる池は良弁僧正の雨乞いによって湧き出た霊泉だとする言い伝えがある。

## 歴史

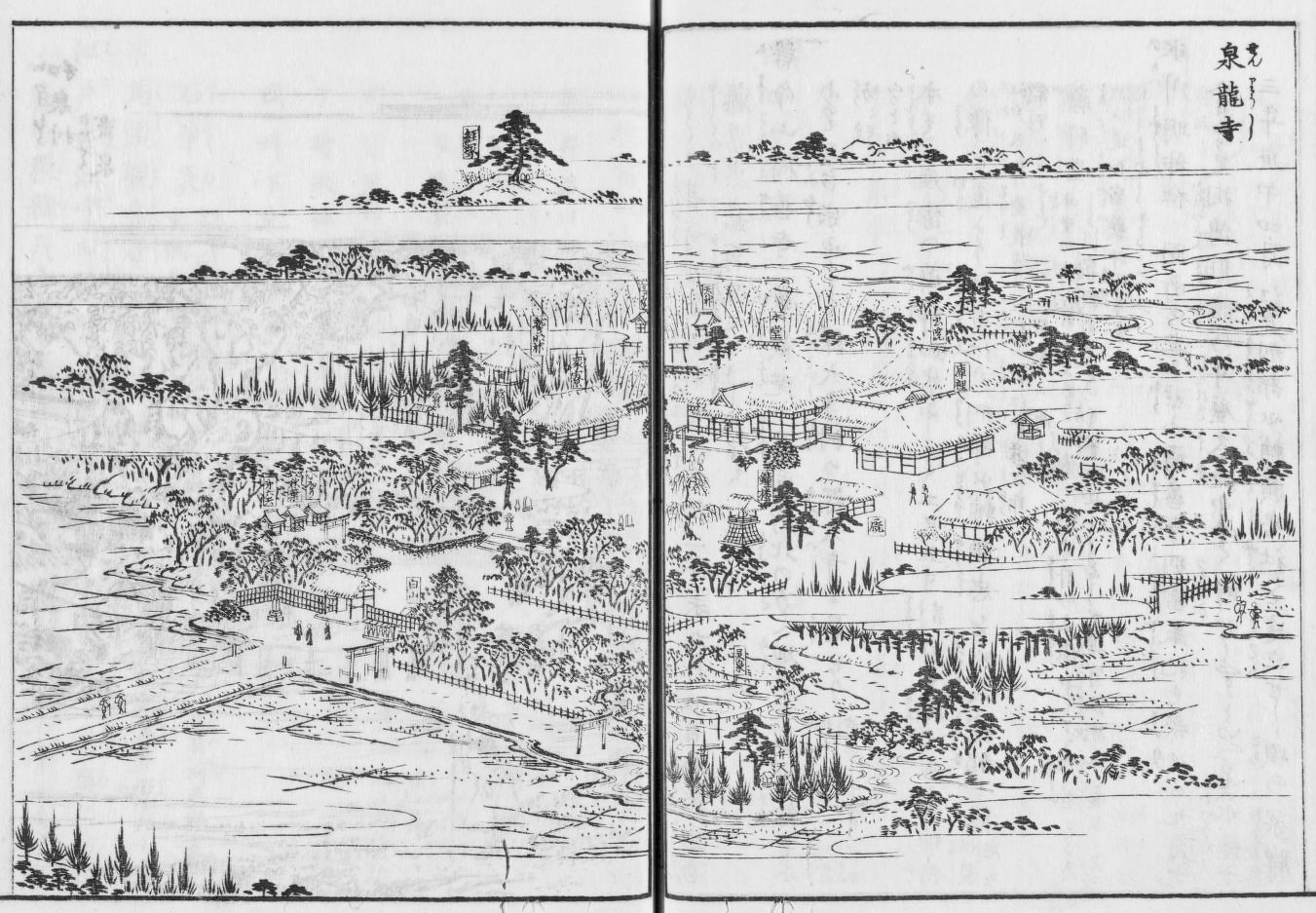
江戸名所図会に描かれた泉龍寺

伝説によれば765年（天平神護元年）、良弁によって開山された。
当初は法相宗兼華厳宗の寺院であったが、平安時代に天台宗、戦国時代に曹洞宗に転宗した。
1591年（天正19年）、徳川家康の家臣石谷清定は当地に所領が与えられた。清定は当寺を旗本石谷家の菩提寺とし、衰微状態だった当寺を整備したことから中興開基となっている。

### 近代以降
1872年（明治7年）境内に公立小学校（のちの狛江市立狛江第一小学校）が開設される。
1889年（明治22年）の町村制の施行により狛江村が成立すると、当寺境内に村役場が置かれた。
2011年、境内に仏教文庫を開設。

## 文化財
狛江市指定
- 泉龍寺本堂 － 1706年立
- 開山堂 － 1847年立
- 鐘楼門 － 1844年立
- 山門 － 1859年立
- 附棟札3枚

## 境内
- 泉龍寺仏教文庫 － 前住職で東京大学史料編纂所教授・駒沢女子大学学長の菅原昭英、妻で女性史学者の菅原征子の収集した書籍を公開するために2011年に設立[4]。

## 墓地
境内に墓地を有する。著名な埋葬者は以下の通り。
- 旗本石谷氏歴代 － 中興開基家[1]
- フードリヒ・ヘルマン・ウォルシュケ － 在日ドイツ人食品製造業者

## 交通アクセス
- 小田急小田原線狛江駅より徒歩2分。